# Красный Яр (Серовский муниципальный округ)
Красный Яр — посёлок в Свердловской области России, административно подчинённый городу Серову. Входит в Серовский муниципальный округ.
Ранее посёлок входил в состав Андриановского сельсовета Серовского района.

## Географическое положение
Посёлок Красный Яр расположен в 28 километрах (по дорогам в 44 километрах) к северу-северо-востоку от города Серова, в лесной местности, на левом берегу реки Сосьвы (правого притока реки Тавды). В половодье автомобильное сообщение затруднено. В пяти километрах к западу от посёлка расположен остановочный пункт Красный Яр Свердловской железной дороги на ветке Серов — Полуночное. В семи километрах к юго-востоку от посёлка расположен ботанический природный памятник — кедровник на Танковском (Танковическом) или Таньковском (ошибочно) болоте.

## Население
| 2002 | 2010 |
| ---- | ---- |
| 235  | ↘170 |